# سارق (فیلم ۲۰۱۳)
سارق (به هندی: Lootera) فیلمی است محصول سال ۲۰۱۳ و به کارگردانی ویکرامودتیا موتوانی است. در این فیلم بازیگرانی همچون رانویر سینگ، سوناکشی سینها، عادل حسین، دیویا دوتا و ویکرانت مسی ایفای نقش کرده‌اند.

## داستان
در یکی از مناطق سرزمین پهناور هندوستان دختری به نام پاکی(سوناکشی سینها) به همراه پدرش زندگی می‌کند. پدر او یک زمیندار است و باغ‌ها و زمین‌های گسترده و سرسبزی دارد. پاکی مبتلا به بیماری سل است و عمر محدودی دارد. روزی یک باستان‌شناس به نام وارون شریواستا (رانویر سینگ) که قصد حفاری در یکی از زمین‌های پدر پاکی را دارد به خانهٔ آن‌ها می‌رود تا برای مدتی و تا پایان اتمام پروژه اش در آنجا بماند. پدر پاکی اشیا قیمتی فراوانی را که از اجدادش به ارث برده بود را در زیر زمین خانه اش نگهداری می‌کرد.
در پی تصویب قانونی از طرف دولت زمین داران می‌بایست مقدار زیادی از اراضی خود را فروخته و بر مقدار مشخصی از زمین خود مالکیت می‌داشتند و همچنین هرگونه اشیا قیمتی را به دولت تحویل می‌دادند. پدر پاکی که از این قضیه بسیار ناراحت بود به پیشنهاد وارون تصمیم گرفت عتیقه‌هایش را بفروشد. در این میان پاکی و وارون بسیار به یکدیگر علاقه‌مند شدند و قرار شد که با هم ازدواج کنند. روز مراسم نامزدی پدر پاکی متوجه شد تمامی اسکناس‌هایی که در قبال فروش عطیقه‌ها به دست آورده تقلبی هستند پس به سراغ وارون رفت و دید که او فرار کرده‌است … پس مشخص شد که وارون نقشهٔ دزدی را کشیده بوده.
سالها گذشت و پاکی پدرش را از دست داد و زندگی اش بسیار تاریک و یکنواخت بود .. پس از مدت‌ها وارون که این روزها از دست پلیس فراری بود به خانهٔ پاکی پناه آورد در حالیکه پاکی از او متنفر بود. وارون نوشته‌های پاکی را در دفتر خاطراتش خواند و فهمید که پاکی پایان عمر خود را مساوی با افتادن آخرین برگ درخت روبروی خانه‌شان در زمستان می‌بیند در حالیکه آن درخت یک برگ بیشتر نداشت. وارون مدتی از پاکی مراقبت کرد و برگی نقاشی کرد و آن را با نخ به شاخهٔ درخت بست تا پاکی زندگی اش طولانی‌تر باشد و در نهایت در حالی که از کار خود بسیار خوشحال بود در حال فرار از خانهٔ پاکی توسط پلیس کشته شد.